# I когорта циспаданцев
I когорта циспаданцев (лат. cohors I Cisipadensium) — вспомогательное подразделение армии Древнего Рима.
В период до 50 года данное подразделение дислоцировалось в провинции Мёзия. В 56/57—62 годах когорта находилась в восточных провинциях. После этого она была возвращена в Мёзию, а после разделения этой провинции осталась в составе гарнизона Верхней Мёзии. Во II и III веке, подразделение, вероятно, пребывала в верхнемёзийском лагере Состра.